# گیس و گیس‌کشی (فیلم)
گیس و گیس‌کشی (به انگلیسی: Catfight) فیلمی محصول سال ۲۰۱۶ و به کارگردانی اونور توکل است. در این فیلم بازیگرانی همچون ساندرا اوه، آن هیش، آلیسیا سیلورستون، ایمی هیل، تایتس برگس، میرا لوکرتیا تیلور، آریل کاووسی، کریگ برکو، دیلن بیکر، دامیان یانگ و جولیان یائو جلیو ایفای نقش کرده‌اند.

## داستان
اشلی میلر، هنرمندی شکست‌خورده، و ورونیکا سالت، زنِ خانه‌داری دائم‌الخمر، هر دو زنانی ناراضی از زندگی خود هستند. اشلی در فروش آثار هنری‌اش ناکام مانده و رابطه‌اش با نامزدش، لیزا، دچار تنش شده‌است. در سوی دیگر، ورونیکا که از سوی همسرش، استنلی، با تحقیر مواجه است، استعداد نقاشی پسرش، کیپ، را دست می‌اندازد. هر دو زن در اخبار، گزارش‌هایی از تنش میان آمریکا و خاورمیانه را دنبال می‌کنند.
استنلی برای شریک کاری‌اش مهمانی برگزار می‌کند. لیزا که مسئول پذیرایی مهمانی است، اشلی را مجبور می‌کند به او کمک کند. ورونیکا نیز برای نوشیدن به مهمانی می‌آید و آن‌جا، این دو زن یکدیگر را به‌عنوان هم‌دانشگاهی قدیمی بازمی‌شناسند. ابتدا سعی می‌کنند گفت‌وگوی دوستانه‌ای داشته باشند، اما خیلی زود این مکالمه به طعنه و نیش‌وکنایه می‌کشد. در نهایت، استنلی، ورونیکا را از مهمانی بیرون می‌کند. او در راه‌پله به اشلی برمی‌خورد. درگیری لفظی آن‌ها به کتک‌کاری می‌کشد. اشلی کنترل اوضاع را به دست می‌گیرد و مشت محکمی به صورت ورونیکا می‌زند. ورونیکا وقتی می‌خواهد بلند شود، از پله‌ها پایین می‌افتد و به کما می‌رود.
دو سال بعد، ورونیکا به هوش می‌آید، بی‌آن‌که چیزی از دعوا به خاطر بیاورد. او متوجه می‌شود که شوهرش خودکشی کرده، پسرش در جنگ خاورمیانه کشته شده، و تمام دارایی‌اش صرف درمان او شده‌است. او به خانهٔ خدمتکار سابقش، دونا، نقل مکان می‌کند و شغلی به‌عنوان نظافت‌چی می‌گیرد. در همین زمان، اشلی به خاطر حال‌وهوای جنگی، با نقاشی‌های تیره‌وتار خود مشهور شده‌است. او و لیزا تصمیم می‌گیرند تشکیل خانواده دهند، پس اشلی با اسپرم اهدایی باردار می‌شود. اما اختلاف دیدگاه‌هایشان باعث جدایی‌شان می‌شود.
ورونیکا با دیدن عکس اشلی روی جلد یک مجله، از موفقیتش خشمگین می‌شود. او با دونا بر سر مسئلهٔ جنگ جر و بحث می‌کند و از خانهٔ او رفته، به هتلی ارزان‌قیمت پناه می‌برد. ورونیکا ویدیویی از کیپ پیدا می‌کند که برایش گذاشته بود؛ در آن، کیپ می‌گوید مدرسه را رها کرده تا وارد ارتش شود و مادرش را سربلند کند. ورونیکا با دیدن این ویدیو در هم می‌شکند و اشک می‌ریزد. سپس به نمایشگاه آثار اشلی می‌رود و با دیدن تابلویی از صورت خون‌آلود خودش، خاطرهٔ دعوا به ذهنش بازمی‌گردد. او دیوانه‌وار شروع به تخریب تابلوها می‌کند. اشلی می‌خواهد جلوی او را بگیرد، اما ورونیکا با مشت به صورت او می‌زند و تابلوی خودش را با خود می‌برد. اشلی به‌دنبالش می‌دود و این دو با ابزار نقاشی به جان هم می‌افتند. ورونیکا با آچار فرانسه ضربه‌ای به سر اشلی می‌زند و فرار می‌کند. همان لحظه، یک بلوک سیمانی از بالا می‌افتد و به سر اشلی می‌خورد و او به کما می‌رود.
دو سال بعد، اشلی از کما بیرون می‌آید. متوجه می‌شود جنینش را از دست داده، لیزا ترکش کرده و تمام نقاشی‌هایش برای پرداخت هزینه‌های درمان به فروش رفته‌اند. آمریکا «جنگ علیه ترور» را برده، اما سبک هنری تاریک اشلی دیگر طرفداری ندارد. در عوض، دستیارش، سالی، با کمیک‌هایی دربارهٔ خرگوش‌های آبی شاد، ثروتمند و مشهور شده‌است. اشلی اکنون مجبور است برای سالی کار کند و می‌خواهد دوباره نقاشی کند، اما به‌خاطر صدماتش از نظر فیزیکی دیگر قادر به این کار نیست.
روزی، اشلی بلیت اتوبوسی به پنسیلوانیا پیدا می‌کند که متعلق به ورونیکاست. او حالا از خالهٔ سالمندش، چارلی، مراقبت می‌کند. اشلی ناگهان سر می‌رسد، با نیت انتقام. اما ورونیکا برایش صبحانه درست می‌کند و اشلی پیشنهاد او را می‌پذیرد. آن‌ها درمی‌یابند نقاط مشترکی دارند. ورونیکا برای اشلی ویدیوهایی را که کیپ ضبط کرده پخش می‌کند؛ او اعتراف می‌کند تماشای آن‌ها باعث شده احساس کند پسرش هنوز کنار اوست و همین کمکش کرده خشمش نسبت به اشلی را فراموش کند. اشلی تحت‌تأثیر قرار می‌گیرد، اما ناگهان لیوان آبش را روی دوربین می‌ریزد. ورونیکا وحشت‌زده می‌شود، چون هیچ‌گاه از فایل‌ها نسخهٔ پشتیبان نگرفته بوده. دعوای تازه‌ای درمی‌گیرد و آن دو به جنگل می‌روند. آن‌ها روی زمین می‌نشینند و مدام به هم مشت می‌زنند، در حالی‌که اشک می‌ریزند و فرو می‌ریزند. خاله چارلی از پنجره نظاره‌گر این صحنه است. در این لحظه، دوربین ناگهان دوباره روشن می‌شود و مشخص می‌شود اصلاً خراب نشده بود.